# 加利福尼亞淘金潮

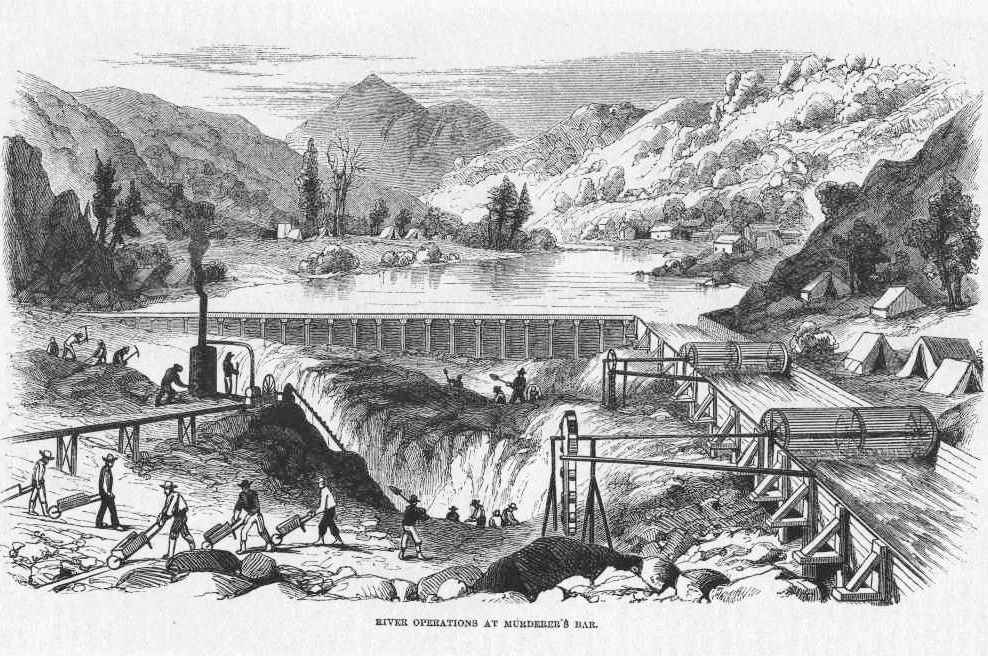
19世紀在加州一處河床淘金。

加利福尼亚淘金潮（英語：California Gold Rush），是1848年1月24日開始的一個淘金潮，當時是由詹姆斯·威爾遜·馬歇爾在加利福尼亞州科洛馬的沙特鋸木廠發現黃金。一开始消息傳播得较慢，主要是当地人开始淘金，但到1849年消息傳開後，大約30萬人從美國其他地方和海外各地來到加利福尼亞州。许多淘金者是唱着《哦，苏珊娜》这首流行一时的歌曲直奔加利福尼亚的。
黃金突然湧入貨幣供應市場，重振了美國經濟；而人口的突然增加，也使加利福尼亞在1850年妥協案中迅速升格為州。淘金熱對加利福尼亞原住民產生了嚴重影響，疾病、飢餓和加利福尼亞大屠殺，加速了美國原住民人口的減少。到淘金潮結束時，加利福尼亞州已從人口稀少的前墨西哥領地，發展到其前兩位美國參議員之一的約翰·查爾斯·弗里蒙特在1856年被選為新共和黨的第一位總統候選人。
淘金熱的影響是巨大的。整個原住民族群被稱為“四九人”（指1849年，淘金熱移民的高峰年）的淘金者襲擊並趕出他們的土地。除了加利福尼亞州當地人以外，最早到達的是1848年末從自俄勒岡、三明治群島（夏威夷）和拉丁美洲前來的人。在淘金熱期間約有30萬人來到加利福尼亞，其中約有一半是通過海路到達；另一半則是陸上到達的，經由加利福尼亞步道和希拉河谷步道；四九人經常在旅途中面臨艱辛。雖然大多數新來的人是美國人，淘金熱仍舊吸引了來自拉丁美洲、歐洲、澳大利亞和中國的數千人。農業和牧場擴大到全州，以滿足定居者的需求。舊金山從1846年大約200個居民的小規模定居點發展到1852年擁有大約36,000個居民的新興城市。道路、教堂、學校和其他城鎮遍布整個加利福尼亞。1849年，一部州憲法得以制定。新憲法經全民公投通過，並選出了未來州的臨時第一任州長和議員。1850年9月，加利福尼亞成為一個州。
在淘金熱開始之初，沒有法律論及金礦的財產權，因此發展出“抵押索賠”制度。淘金者使用簡單的淘選技術從溪流和河床中提取黃金。儘管採礦對環境造成危害，但仍開發出更複雜的黃金回收方法，後來也在世界各地被廣為採用。定期蒸汽輪船的導入，成為新的運輸方式之一。到了1869年，更修建了從加利福尼亞到美國東部的鐵路。在最高峰時，技術發展需要大量資金，因而黃金公司的產值比重相對於個體戶大幅增加。相當於時價數百億美元的黃金被開採出來，為少數人帶來了巨大的財富，而大多數加利福尼亞淘金者賺到的錢只比剛開始時多了一點點而已。